# Strangers in the Night (film)
Strangers in the Night is een Amerikaanse film noir uit 1944 onder regie van Anthony Mann. Destijds werd de film in Nederland uitgebracht onder de titel Ontmoeting in the nacht.

## Verhaal
Hilda Blake is een eenzame, labiele vrouw. Ze verzint een dochter, die ze brieven laat schrijven naar Johnny Meadows, een marinier die in het Stille Zuidzeegebied is gestationeerd. Terug in de Verenigde Staten wil Meadows kennismaken met zijn pennenvriendin. Wanneer een kennis van Hilda de waarheid vertelt aan Meadows, vermoordt zij haar in een vlaag van woede. Hilda beseft dat ze ook Meadows moet doden, als ze de moord verborgen wil houden.

## Rolverdeling
| Acteur           | Personage        |
| ---------------- | ---------------- |
| William Terry    | Johnny Meadows   |
| Virginia Grey    | Dr. Leslie Ross  |
| Helene Thimig    | Hilda Blake      |
| Edith Barrett    | Ivy Miller       |
| Anne O'Neal      | Zuster Thompson  |
| Audley Anderson  | Conducteur       |
| Jimmie Lucas     | Ober             |
| Roy Butler       | Taxichauffeur    |
| Charles Sullivan | Politieagent     |
| Frances Morris   | Verpleegster     |
| George Sherwood  | Scheepsarts      |
| Roy Darmour      | Matroos          |
| Jack Gardner     | Hospitaalsoldaat |